# Lajoie Lake
Lajoie Lake är en sjö i Kanada.   Den ligger i provinsen British Columbia, i den sydvästra delen av landet, 3 500 km väster om huvudstaden Ottawa. Lajoie Lake ligger 906 meter över havet. Arean är 0,41 kvadratkilometer. Den ligger vid sjöarna  Downton Lake och Gun Lake.Den sträcker sig 0,6 kilometer i nord-sydlig riktning, och 1,0 kilometer i öst-västlig riktning.
I omgivningarna runt Lajoie Lake växer i huvudsak barrskog. Trakten runt Lajoie Lake är nära nog obefolkad, med mindre än två invånare per kvadratkilometer.